# Конкорд (музыка)
Конко́рд (от лат. concors — согласный; благозвучный) в музыке — тип созвучия (из трёх и более тонов) в системе старомодальной гармонии. Термин предложен Ю. Н. Холоповым и разработан впервые в исследованиях его ученика С. Н. Лебедева. Термин «конкорд» указывает только на число разновысотных звуков в звукосочетании (большее, чем 2). Поэтому он не дублирует общеизвестный термин «консонанс», который в равной мере приложим и к интервалам и к многозвучиям.

## Общая характеристика
Понятие конкорда было введено в учение о гармонии в противовес понятию аккорда, основополагающим признаком которого является многозвучность структуры, воспринимаемая слухом как монолит, как первичная и неразъятая (на интервалы) данность. «В теории тональной гармонии <...> аккорды понимаются не как результаты, не как созвучия, составленные (Zusammensetzungen) из тонов и интервалов, а как непосредственно данные единства» (unmittelbar gegebene Einheiten) (Карл Дальхауз).
В многоголосной музыке западноевропейского Средневековья (частично также Возрождения), не знавшей гомофонного склада, правильней говорить о конкордах, то есть созвучиях, мыслившихся (и композиторами, и теоретиками) как интервальные комплексы. Строение конкордов и закономерное их последование («прогрессии») регулировались правилами контрапункта. 
Термин «конкорд» (лат. concordia согласие, слаженность и т.д.) — структурная характеристика вертикали, а не качественная её характеристика (диссонанс / консонанс), точно так же как аккорд (фр. accord согласие, слаженность и т.д.) — структурная, а не качественная характеристика терцовых созвучий (музыковеды говорят, например, о «диссонантных аккордах», «аккордовых диссонансах» и т.п.)
В аккордах классико-романтической гармонии выделяется основной тон, по отношению к которому остальные тоны можно считать дополняющими его высотную структуру, подчинёнными главному. Примечательно, что ещё в начале Нового времени теоретики (например, Зет Кальвизий и Иоганн Липпий) по традиции описывали терцовые созвучия как конкорды и одновременно с этим (в разных специфических терминах) — основной тон и обращения, свойственные аккорду.

## Коренной тон
Типологическим родственником основного тона в конкордах является не основной тон, а коренной тон, то есть нижний по тесситуре тон интервала или конкорда, понимаемый как композиционный фундамент созвучия. Понятие коренного тона близко понятию основного тона, но не совпадает с ним полностью. Трудность состоит в том, что иногда коренной тон идентичен основному, а иногда отличается от него. Отсюда линия коренных тонов может не совпадать с линией основных тонов.
Примеры наиболее употребительных конкордов в музыке XIII—XIV веков (приблизительно совпадают с музыкально-историческими периодами Ars antiqua и Ars nova):

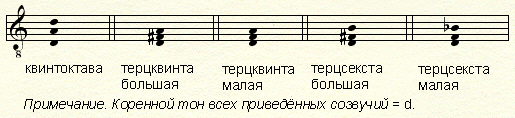